# Rašeliník Warnstorfův
Rašeliník Warnstorfův (Sphagnum warnstorfii) je mech z čeledi rašeliníkovité.

## Popis
Jedná se o mech tvořící koberce s fialovou až růžovou barvou. Rostliny jsou drobné, štíhlé s drobnými a oblými lístky.

## Ekologie
Roste na vlhkých loukách a rašeliništích, spíše na světlých stanovištích, do poloh až nad 2500 m n. m. S oblibou roste na minerálně bohatších půdách, nevadí mu ani vyšší koncentrace uhličitanu vápenatého.

## Rozmnožování
Rostlina je dvoudomá, samčí větve jsou nápadně tlustší a nesou výrazné červené tobolky. Převládá vegetativní způsob rozmnožování.

## Rozšíření
Jedná se o poměrně hojný druh rozšířený (až na výjimky) po celé severní polokouli.